# تشارلز ستون (لاعب كريكت)
تشارلز ستون (13 يونيو 1865 - 11 نوفمبر 1951 في المملكة المتحدة) (بالإنجليزية: Charles Stone)‏ هو لاعب كريكت بريطاني وبريطاني (وحمل سابقاً جنسية المملكة المتحدة لبريطانيا العظمى وأيرلندا). لعب مع نادي مقاطعة ليسترشاير للكريكت ‏ ونادي مارليبون للكريكت ‏ وOxfordshire County Cricket Club ‏.

## وصلات خارجية
- تشارلز ستون على موقع إي آس بي آن كريك إنفو (الإنجليزية)